# Girstuny
Girstuny (biał. Гірстуны, Girstuny; ros. Гирстуны, Girstuny) – wieś na Białorusi, w obwodzie witebskim, w rejonie głębockim, 7 km na zachód od Głębokiego. Wchodzi w skład sielsowietu Koroby.

## Historia
Zaścianek rządowy Girstuny został opisany w Słowniku geograficznym Królestwa Polskiego. Z opisu wynika, że w 1880 roku leżał w powiecie dziśnieńskim guberni wileńskiej Imperium Rosyjskiego, 58 wiorst od Dzisny. W 1866 r. był w nim 1 dom, mieszkało 11 mieszkańców starowierców. 
W okresie międzywojennym wieś leżała w granicach II Rzeczypospolitej w gminie Wierzchnie, a od 1929 roku w gminie wiejskiej Głębokie, w powiecie dziśnieńskim, w województwie wileńskim.
Według Powszechnego Spisu Ludności z 1921 roku zamieszkiwało tu 126 osób, wszystkie były wyznania rzymskokatolickiego i zadeklarowały polską przynależność narodową. Było tu 27 budynków mieszkalnych. W 1931 w 29 domach zamieszkiwały 134 osoby.
Wierni należeli do parafii rzymskokatolickiej w Udziale i prawosławnej w miejscowości Wierzchnie. Miejscowość podlegała pod Sąd Grodzki w Duniłowiczach i Okręgowy w Wilnie; właściwy urząd pocztowy mieścił się w Nowodrucku.
Po agresji ZSRR na Polskę w 1939 roku wieś znalazła się pod okupacją sowiecką, w granicach BSRR. W latach 1941–1944 była pod okupacją niemiecką. Następnie leżała w BSRR. Od 1991 roku w Republice Białorusi.

## Parafia rzymskokatolicka
Wieś leży w parafii św. Jozafata Kuncewicza w Konstantynowie. Do 2016 r. była siedzibą parafii św. Marka Ewangelisty i św. Łucji.